# Columnella vipera
Columnella vipera is een mosdiertjessoort uit de familie van de Farciminariidae. De wetenschappelijke naam van de soort is voor het eerst geldig gepubliceerd in 1999 door d'Hondt & Gordon.